# Ravnogor, Pazardjik
Ravnogor (în bulgară Равногор) este un sat în comuna Brațigovo, regiunea Pazardjik,  Bulgaria. 

## Demografie
Componența etnică a satului Ravnogor
     Bulgari (96,85%)
     Nicio identificare (2,31%)
     Altele (0,82%)
La recensământul din 2011, populația satului Ravnogor era de 605 locuitori. Din punct de vedere etnic, majoritatea locuitorilor (96,85%) erau bulgari. Pentru 2,31% din locuitori nu este cunoscută apartenența etnică.